# 漸新馬
漸新馬屬（學名：Mesohippus），又名間馬屬，是一屬已滅絕的早期馬。牠們生存於4000-3000萬年前始新世晚期至漸新世中期。牠們在北美洲非常普遍。

## 特徵

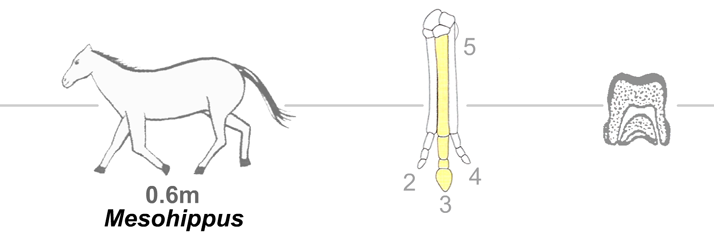
左：漸新馬的外觀。中：前肢骨。右：臼齒。

漸新馬的腿比它的祖先始祖馬长，肩高約60厘米。牠們缺少了一隻腳趾，主要以中趾站立。漸新馬的面也較其他早期馬科長。牠們頭顱骨有輕微的凹陷處。牠們的眼睛較始祖馬的較圓，雙眼分開得較遠及位於較後的位置。

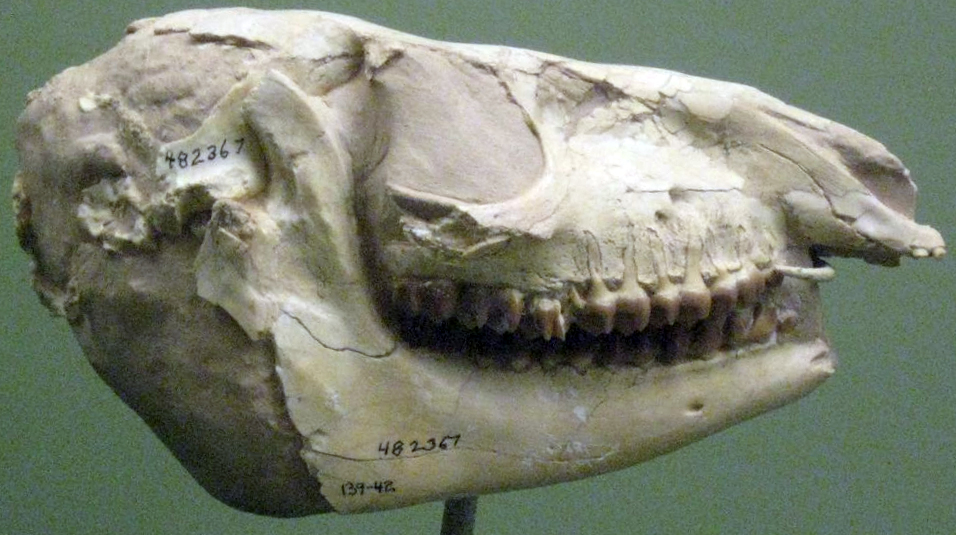
漸新馬的頭顱骨。

漸新馬的門齒後有一道空隙，像現今馬銜的位置，這是其他早期馬科所沒有的。再者，牠們也多了一隻磨齒，共有六隻。漸新馬會吃樹枝及水果。牠們的顱腔明顯比其祖先的大，估計腦部與現今的馬相似。

## 馬的進化

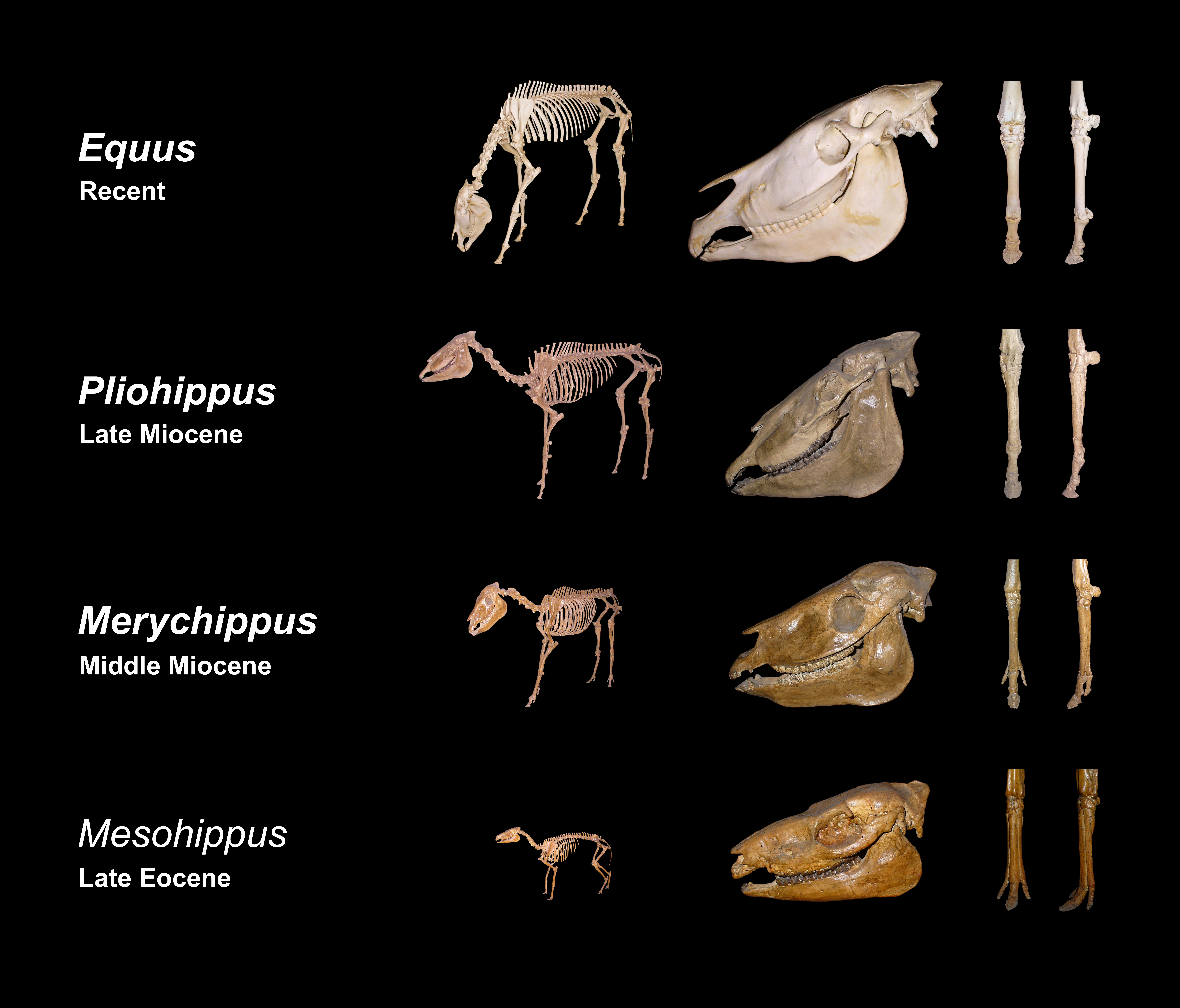
漸新馬是馬進化主軸上的一個階段

- 始祖馬--＞漸新馬--＞草原古馬--＞上新馬--＞真馬

## 馬的分支
- 安琪馬
- 中新馬
- 三趾馬
- 南美土著馬

## 外部連結
- Mikko's Phylogeny Archive Equidae
- Berkeley Natural History Museums